# Austrodontura capensis
Austrodontura capensis är en insektsart som först beskrevs av Walker, F. 1869.  Austrodontura capensis ingår i släktet Austrodontura och familjen vårtbitare. Inga underarter finns listade i Catalogue of Life.